# José Torres Sáenz
José Torres Sáenz (Zarzal, Valle del Cauca, Colombia, 5 de febrero de 1964) es un exfutbolista y entrenador colombiano. Jugó de volante. Es famoso, sobre todo, por sus movidas en el fútbol peruano, entre las que se destacan tener el honor de ser la etiqueta de la "ley Chepe" y haber puesto 11 jugadores sub-20 en un partido para cumplir con la bolsa de minutos. Después de su salida de Boyacá Chicó estuvo de mánager de una orquesta salsera hasta que volvió a dirigir en Costa Rica en 2017.

## Clubes

### Como futbolista
| Club             | País     | Año |
| ---------------- | -------- | --- |
| Deportes Quindío | Colombia | ??? |
| Deportivo Cúcuta | Colombia | ??? |
| Millonarios      | Colombia | ??? |
| Atlético Huila   | Colombia | ??? |

### Como entrenador
| Club                      | País       | Año         |
| ------------------------- | ---------- | ----------- |
| Unión Minas               | Perú       | 2000        |
| FBC Melgar                | Perú       | 2001        |
| Deportivo Wanka           | Perú       | 2002        |
| Alianza Atlético          | Perú       | 2002        |
| Alianza Lima              | Perú       | 2002 - 2003 |
| Deportes Quindío          | Colombia   | 2003        |
| Cortuluá                  | Colombia   | 2003        |
| Alianza Atlético          | Perú       | 2005        |
| Sport Áncash              | Perú       | 2007        |
| Atlético Minero           | Perú       | 2008        |
| Cienciano                 | Perú       | 2009        |
| Inti Gas                  | Perú       | 2010        |
| José Gálvez               | Perú       | 2011 - 2012 |
| Sport Áncash              | Perú       | 2013        |
| Boyacá Chicó              | Colombia   | 2014        |
| Universidad de Costa Rica | Costa Rica | 2017 - 2018 |